# Primera partició de Polònia

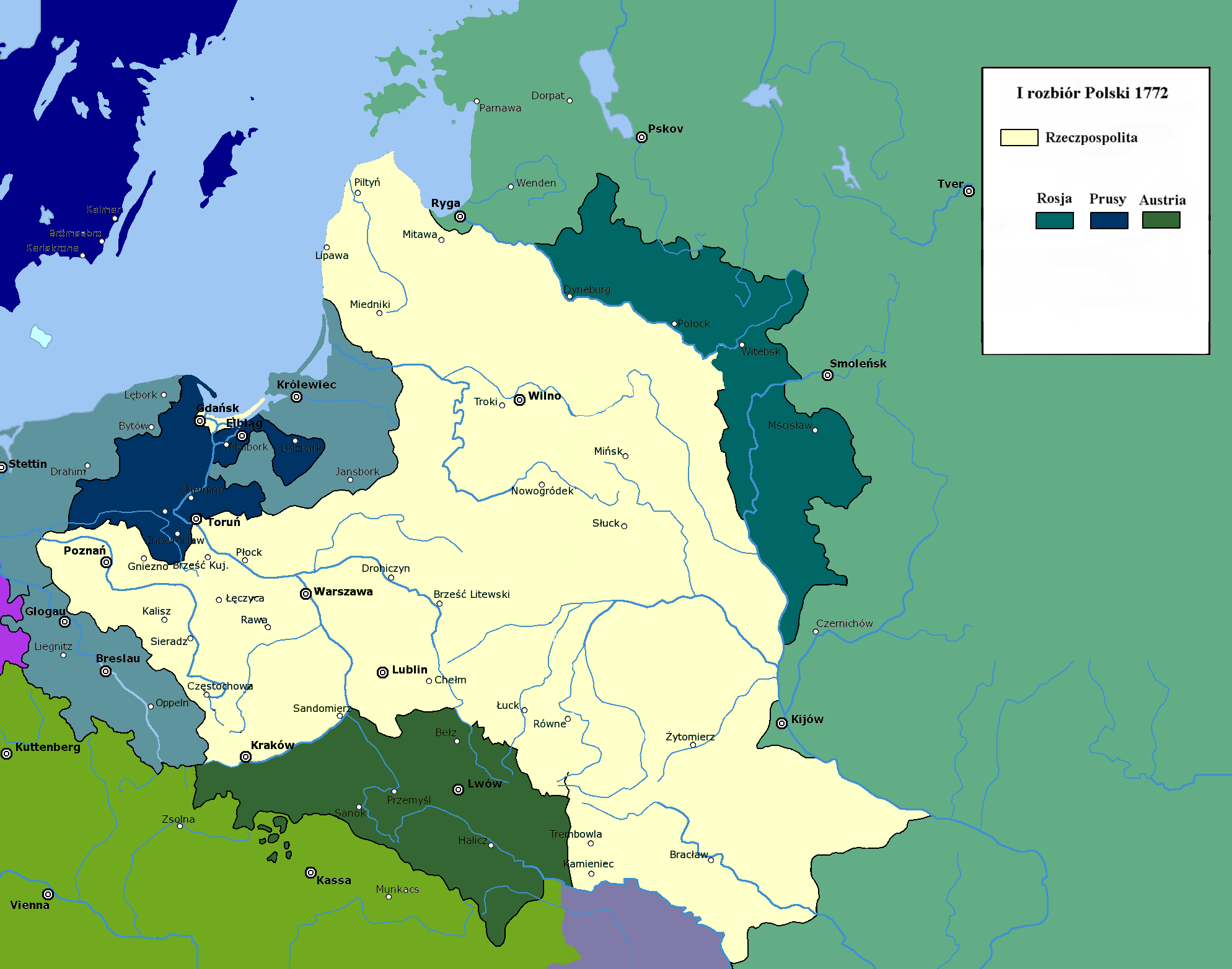
Les terres arrabassades per les tres potències en la partició de Polònia

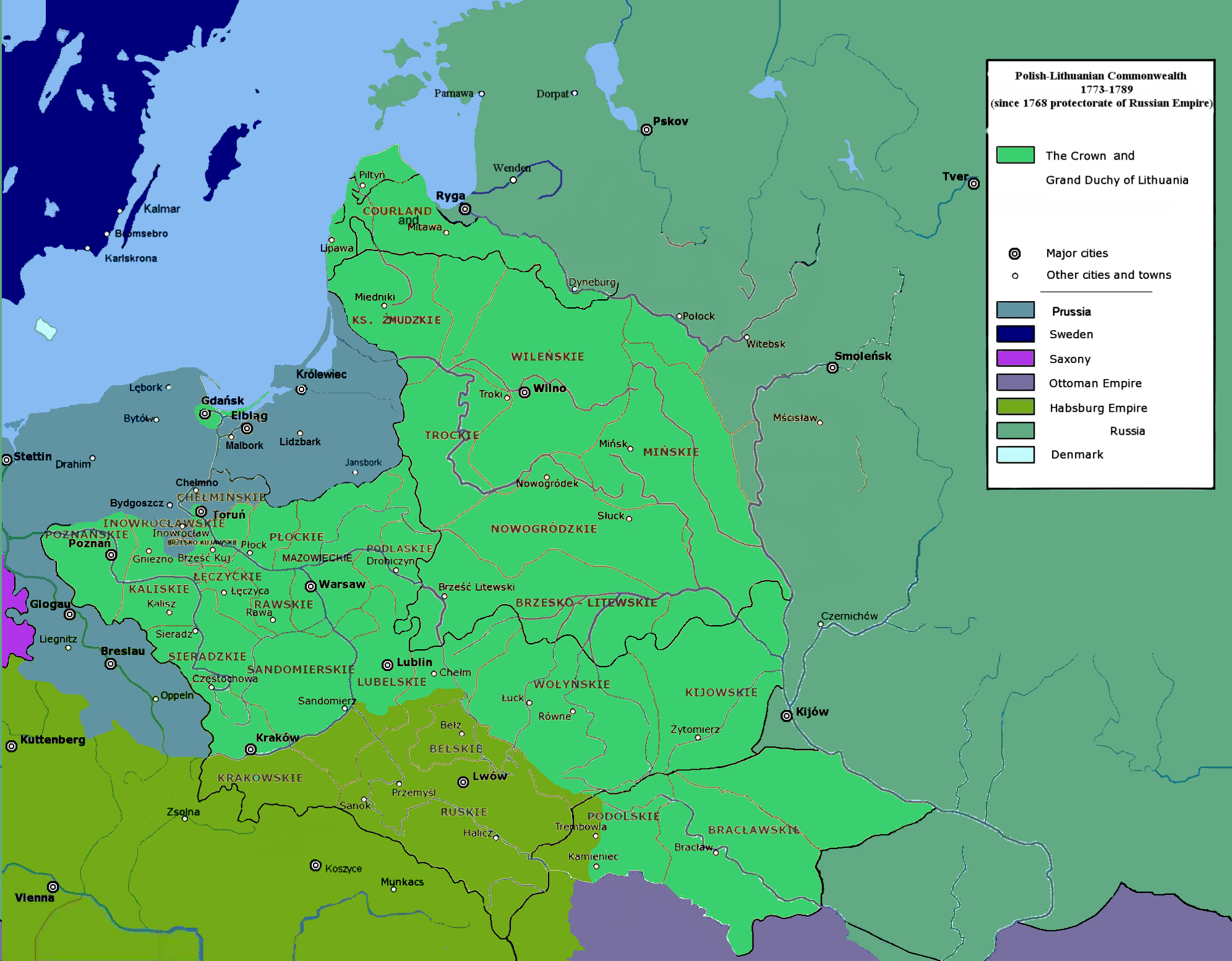
República en els anys 1773-1789 com a protectorat de l'Imperi Rus

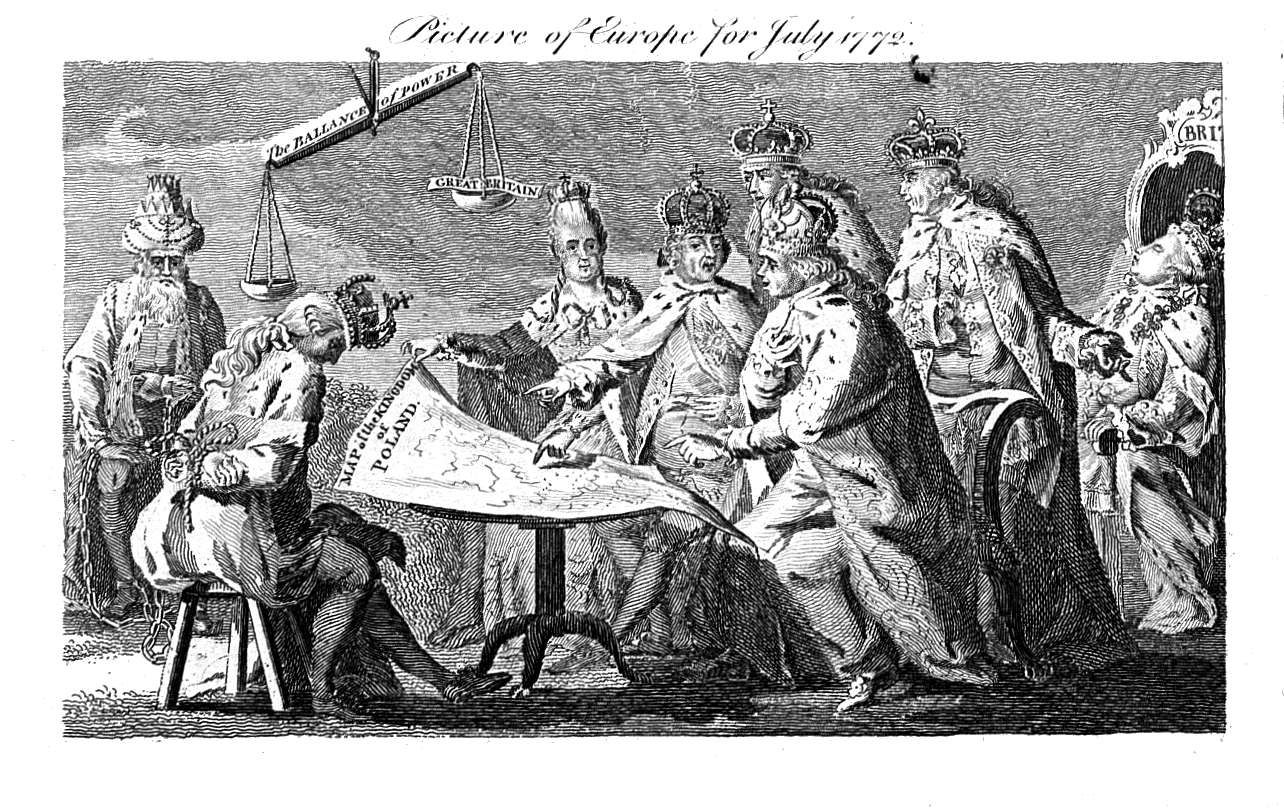
La imatge d'Europa el 1772, segons una vinyeta satírica britànica

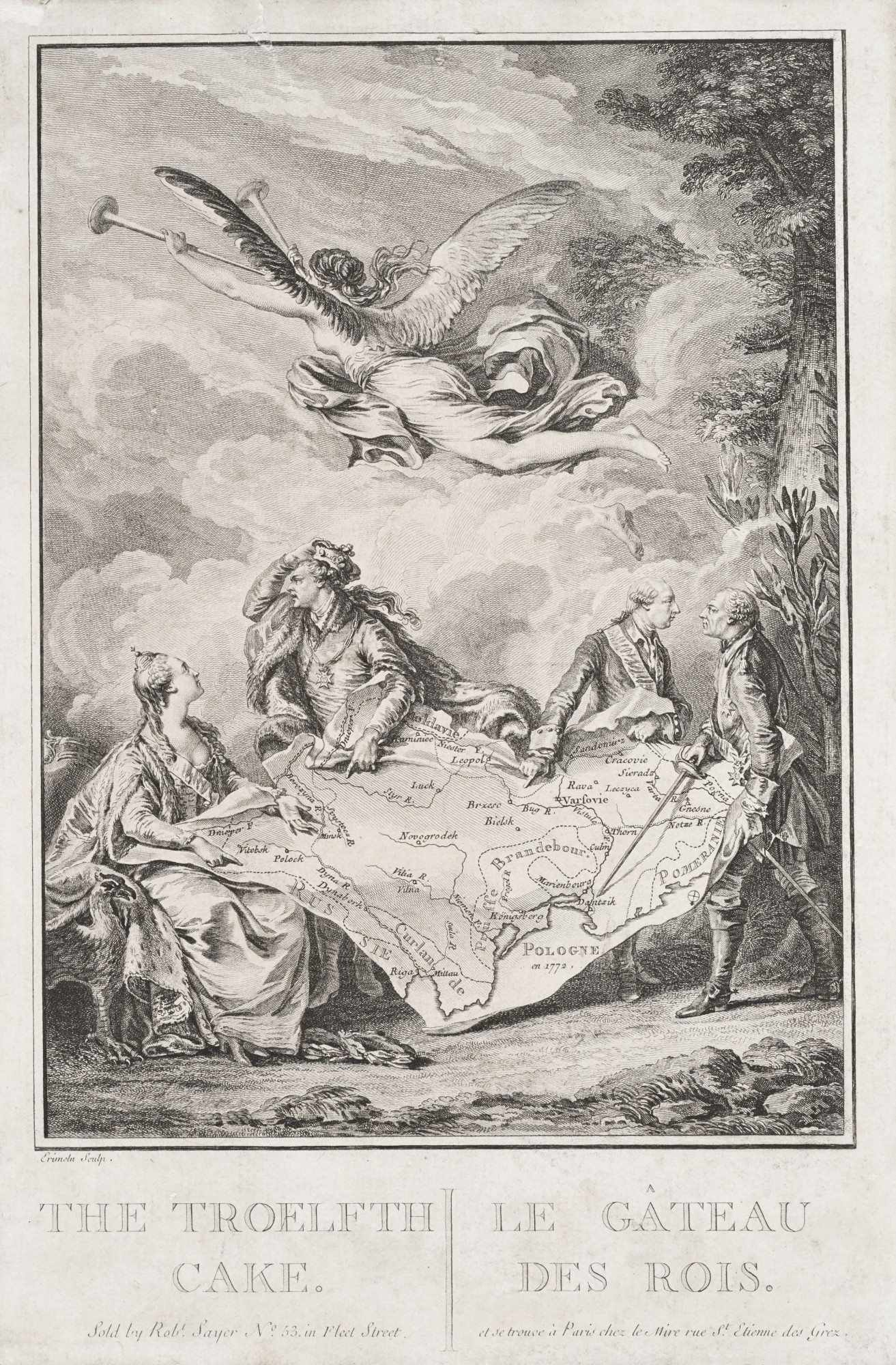
Le gâteau des rois – (al·legoria sobre la partició de Polònia, calcografia realitzada sobre la base dels dibuixos de Noël Le Mire

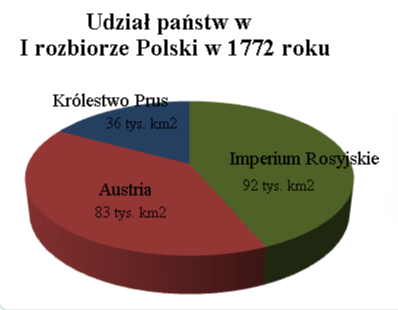
Part del "pastís polonès" que correspongué a cadascun dels països implicats en la Primera partició

La primera partició de Polònia (o de la República de les Dues Nacions) va tenir lloc el 1772. Fou el primer de les tres Particions de Polònia que van acabar amb l'existència del país a finals del segle xviii. La primera va ser realitzada per l'Imperi Rus, Prússia i l'Imperi austríac (després Imperi Austrohongarès).

## Antecedents
La Primera Partició va ser el resultat del progressiu debilitament de Polònia que passava des de la fi de la Gran Guerra del Nord i es va agreujar després de la Guerra de Successió Polonesa, a causa dels ineficients regnats d'August II de Polònia i els seus successors. August II de Polònia va intentar acabar amb la monarquia electiva a Polònia i forçar que el seu fill es convertís en el futur rei de Polònia, però això li va causar enfrontaments amb gran part de l'alta aristocràcia polonesa (szlachta), que anhelaven retenir completament el control sobre l'elecció del monarca de la República de les Dues Nacions segons ho havien fet mitjançant l'ús del liberum veto. August II de Polònia va aconseguir el seu propòsit i el seu fill August III de Polònia va pujar al tron en 1734 però per a això va haver d'acceptar el suport militar de Rússia en la Guerra de Successió Polonesa, que va reforçar més la dependència de Polònia respecte als seus veïns russos.
Les contínues revoltes de cosacs a Ucraïna a la fi del segle xvii i principis del segle xviii van mostrar cruament la debilitat política i militar de Polònia per controlar els seus territoris situats a la Ucraïna occidental, la qual cosa va estimular la intervenció russa en aquestes zones. L'enfortiment de Rússia després del regnat de Pere I el Gran va ser una circumstància que la monarquia polonesa no va poder evitar ni igualar, sent que les dissensions internes entre la szlachta (l'aristocràcia polonesolituana) van causar un debilitament de les seves institucions en una època en què els seus veïns (Prússia, l'Arxiducat d'Àustria i l'Imperi Rus) augmentaven el seu poder acceleradament. A sobre, la desastrosa Gran Guerra del Nord contra Suècia va causar grans destruccions a Polònia i Lituània quan el territori de la República de les Dues Nacions va ser envaït per les tropes sueques de Carles XII.
La pugna ferotge entre el rei August el Fort i l'alta aristocràcia polonesa va generar una progressiva i profunda divisió del país, en la qual els bàndols en disputa no van tenir inconvenient a buscar alternativament suports a l'estranger. A aquests es van sumar els desitjos de Prússia d'estendre el seu territori després de la fi de la Guerra dels Set Anys en 1763, en la qual es va comprovar la debilitat política i militar de Polònia, que va haver d'acceptar que el seu territori sigui lloc de pas de tropes de Rússia. Com a resultat, la influència política i econòmica de l'Imperi Rus havia transformat a la República de les Dues Nacions en un estat debilitat i dependent de Rússia.
La culminació d'aquest estat va arribar quan les pressions i suborns de Rússia van aconseguir que a la mort d'August III a l'octubre de 1763 els aristòcrates polonesos triessin rei a un ambiciós noble local prorús, Estanislau August Poniatowski, coronat al setembre de 1764. Després d'això el Sejm (parlament) de Polònia va començar a votar normes afavorint els interessos de Rússia en les seves sessions de 1766-1767, assegurant els privilegis de la szlachta i la debilitat política del monarca, la qual cosa restava més força encara al país. En molts casos els aristòcrates polonesos actuaven per una combinació de factors: ànsies de conservar privilegis, suborns dels ambaixadors russos, o por a un major poder del rei.
Finalment, en 1769 un grup d'aristòcrates polonesos reformistes va fundar la Confederació de Bar, per oposar-se al rei Estanislau August Poniatowski, al qual veien com un líder feble encara d'idees independents, i per lluitar contra la influència russa a Polònia; aviat la Confederació de Bar va prendre militarment diverses fortificacions i ciutats desafiant l'autoritat del monarca. Altres grans aristòcrates polonesos es van oposar a la Confederació i van demanar una vegada més suport militar i financer a l'Imperi Rus i Prússia, mentre que els confederats van demanar auxili a Àustria, la qual cosa va donar a aquests països el pretext per a una intervenció militar.

## Pacte austroprussià
Àustria mostrava desitjos d'impedir un major enfortiment de Rússia a causa dels èxits militars russos en la seva lluita contra l'Imperi Otomà, per la qual cosa el rei prussià Frederic II el Gran va projectar evitar un enfrontament austrorus dirigint les ambicions de tots dos Estats sobre l'afeblida Polònia; després d'una sèrie de negociacions, el dia 19 de febrer de 1772 l'acord secret de partició es va signar a Viena, mentre que Prússia i Rússia ja havien arribat a un conveni a Sant Petersburg el 6 de febrer de 1772.
Al començament d'agost, exèrcits dels tres països van envair la confederació, amb l'excusa que la revolta de la Confederació de Bar generava una perillosa inestabilitat a Polònia, i van ocupar els territoris que havien acordat repartir, vencent la resistència militar oposada per la Confederació de Bar. El 5 d'agost de 1772 van publicar el manifest sobre l'ocupació, al·legant que buscaven preservar l'autoritat del rei polonès Estanislau II però demandant territoris polonès-lituans a canvi d'això, per sorpresa i espant del país, esgotat per les disputes amb la Confederació de Bar.
El rei prussià Frederic el Gran va escriure en una carta, sobre la participació de l'emperadriu Maria Teresa I d'Àustria, de religió catòlica, en el desmembrament: "L'emperadriu Catalina i jo som mers lladres, però m'agradaria saber com l'emperadriu Maria Teresa va calmar el seu confessor. Va plorar i després va participar en la partició. I com més plorava més territori s'annexionava!"
Els regiments de la Confederació de Bar, la Junta Executiva de la qual havia estat expulsada d'Àustria després de l'aliança d'aquesta amb Rússia i Prússia, no es van rendir fàcilment. Cada fortalesa a les seves ordres va resistir tot el que va poder. Les fortaleses de Tyniec, van resistir fins a finals de març de 1773 juntament amb les de Częstochowa defensada per Kazimierz Pulaski. Cracòvia va caure el 28 d'abril de 1773, presa pel general rus Aleksandr Suvórov que va deportar la guarnició polonesa a Sibèria.
Per la seva banda el rei de Polònia, Estanislau August Poniatowski va negar suport a la resistència, atès que la seva pròpia posició com a monarca depenia dels subsidis pagats per la cort de Rússia. Ni França ni Gran Bretanya, considerades l'esperança de la resistència de la confederació, van donar suport ni van protestar una vegada consumat el repartiment. Així va ser esclafat l'intent de resistir, que va costar prop de 100.000 soldats i la devastació del país, tot i que va ser el primer signe de la recuperació de la consciència nacional.

## La divisió dels territoris
El tractat de partició va ser ratificat pels seus signataris el 22 de setembre de 1772. Fou un gran èxit per a Frederic II de Prússia La quota de Prússia podria haver estat la més petita, però fou significativament desenvolupada i estratègicament important. Prússia es va apoderar de la major part de la Prússia Reial polonesa, inclosa Ermland (Warmia), la qual permetia a Frederic d'unir la Prússia Oriental i Brandenburg. Prússia també es va annexar àrees del nord de la Gran Polònia al llarg del riu Noteć (el districte de Netze), i el nord de Cuiàvia, però no les ciutats de Danzig (Gdańsk) i Thorn (Toruń). Els territoris annexionats per Prússia esdevingueren una nova província el 1773 anomenada Prússia Occidental. Sobretot, Prússia va guanyar 36,000 km² i vora 600.000 habitants. Segons Jerzy Surdykowski Frederic el Gran aviat va introduir colons alemanys als territoris que havia conquerit i va endegar una política de germanització dels territoris polonesos. Frederic II va assentar 26.000 alemanys a la Pomerània polonesa que influenciaren la situació ètnica a la regió, i reforçaren la germanització. D'acord amb Christopher Clark en algunes àrees annexades per Prússia, com ara Notec i la Prússia Reial, el 54 per cent de la població i el 75 per cent de la població urbana eren protestants de parla alemanya. Al segle següent això fou utilitzat pels historiadors nacionalistes alemanys per justificar la partició, però era irrellevant per als càlculs contemporanis; Frederic, desdenyós de la cultura alemanya, dugué a terme per contra una política imperialista, actuant damunt els interessos de seguretat del seu Estat. Els territoris recentment guanyats connectaven Prússia amb Alemanya en sentit estricte, i eren de major importància econòmica. En apoderar-se del nord-oest de Polònia, Prússia instantàniament barrava l'accés de Polònia al mar, i aconseguia el control de més del 80% del comerç exterior total de la Mancomunitat. Commonwealth. A través de la imposició d'enormes drets de duana, Prússia va accelerar el col·lapse inevitable de l'estat polonès-lituà.
Malgrat les crítiques simbòliques de la partició per part de l'emperadriu Maria Teresa I d'Àustria, l'estadista austríac Wenzel Anton Graf Kaunitz considerava la part austríaca una àmplia compensació; tot i que Àustria era la menys interessada en la partició, va rebre la major proporció de la població de l'antiga població polonesa i la segona major quota de territori (83,000 km² and 2,650,000 people). A Àustria li van correspondre Zator i Auschwitz (Oświęcim), part de la Petita Polònia amb parts dels comtats de Kraków i Sandomierz (amb les riques mines de sal de Bochnia i Wieliczka), i la totalitat de Galítsia, menys la ciutat de Kraków (Cracòvia).
Rússia va rebre la major porció de territori, però de menor importància econòmica, al nord-est. Per aquest "document diplomàtic" Rússia va entrar en possessió dels territoris de la Confederació a l'est de la línia formada aproximadament pels rius Dvinà, Drut, i Dnièper — aquella secció de Livònia que encara havia romàs sota control de la Confederació i de Belarús comprenia els comtats de Vitebsk, Polotsk and Mstislavl. Rússia guanyà 92.000 km² i reorganitzà les noves adquisicions territorials en les gubèrnies de Pskov (que també incloïa dues províncies de les gubèrnies de Nóvgorod) i Moguilev.
Per la primera partició, la Mancomunitat de Polònia-Lituània va perdre prop de 211 mil quilòmetres quadrats (un 30% del seu territori, que ascendia en aquest moment a prop de 733.000 quilòmetres quadrats), amb una població de més de quatre milions de persones (aproximadament un terç de la seva població de catorze milions abans de les particions).

## Conseqüències

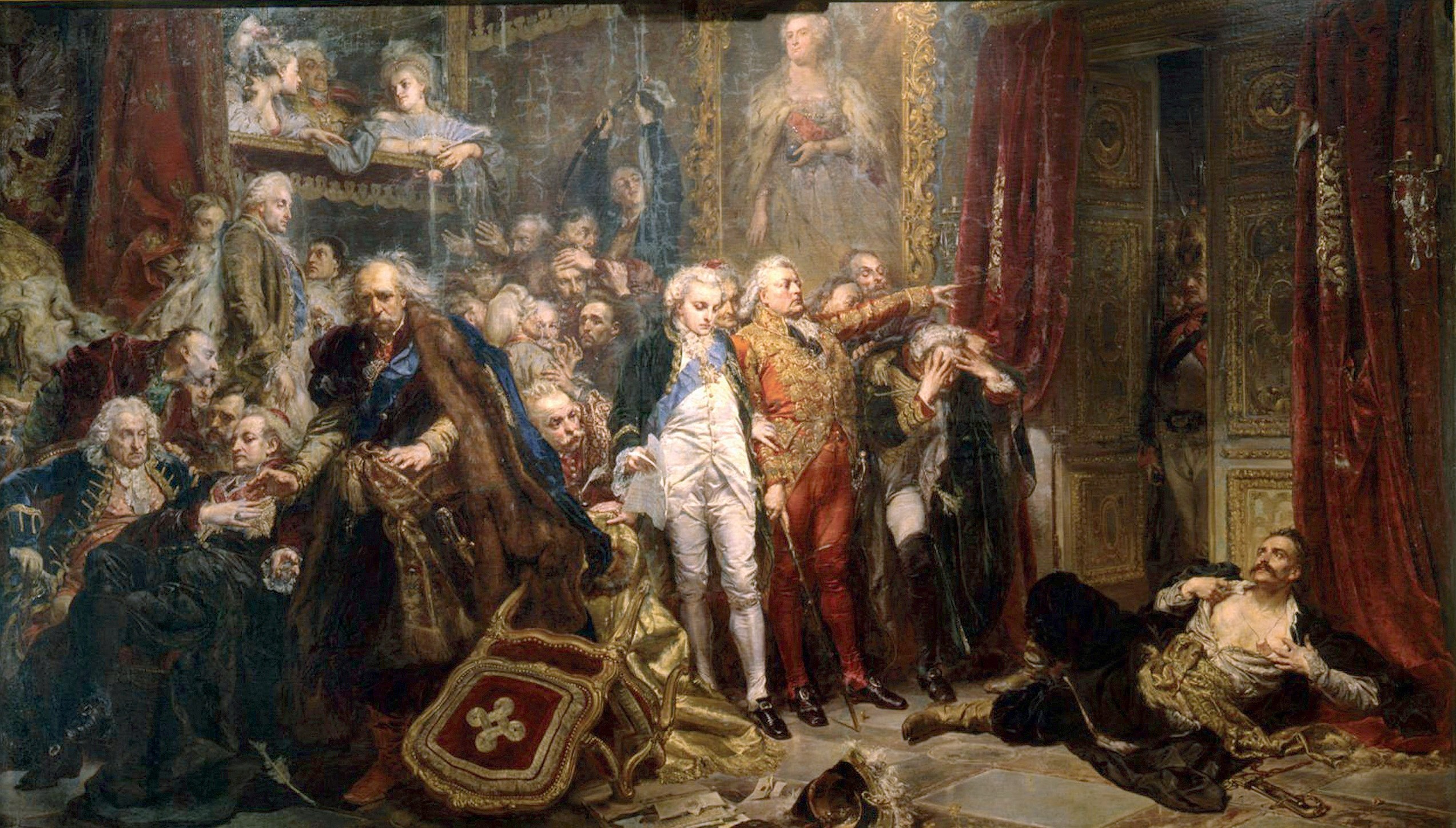
Rejtan – La Caiguda de Polònia, oli sobre llenç per Jan Matejko, 1866, 282 x 487 cm, Castell Reial de Varsòvia

Després d'haver ocupat els seus respectius territoris, les tres potències particionants van exigir que el rei Estanislau August Poniatowski i el Sejm aprovessin llur acció. A principis de 1773, el rei i el Senat van enviar a tots els governs d'Europa notes expressant la seva oposició a la violació de les lleis de la República, i demanant-los que intervinguessin. Les potències europees reaccionen a la partició amb una gran indiferència; només unes poques veus - com la d'Edmund Burke - van expressar les seves objeccions.
Quan cap ajuda no era imminent i els exèrcits de les nacions combinades ocupaven Varsòvia per obligar per la força de les armes a la convocatòria de l'assemblea, no hi havia una altra alternativa que no fos la submissió passiva a la seva voluntat. Aquells dels senadors que es van posicionar en contra d'aquesta decisió van ser amenaçats pels russos, representats pel seu ambaixador, Otto Magnus von Stackelberg, que va declarar que davant la seva negativa tota la capital de Varsòvia seria destruïda per ells. Altres amenaces incloïen l'execució, la confiscació de terres i nous augments de territori particionat; segons Edward Henry Lewinski Corwin, alguns senadors van ser arrestats pels russos i exiliats a Sibèria.
Les assemblees territorials locals (Sejmiks) refusaren d'elegir diputats al Sejm, i després de grans dificultats de menys de la meitat del nombre regular de representants van arribar a assistir a la sessió presidida pels Mariscals del Sejm, Michał Hieronim Radziwiłł i Adam Poniński; aquest última, en particular, va ser un dels molts nobles polonesos subornats pels russos i seguidor de les seves ordres. Aquest sejm és conegut com el Sejm de la partició. Per tal d'evitar la interrupció del Sejm a través del liberum veto i la derrota del propòsit dels invasors, Poniński es va comprometre a convertir el Sejm regular en un Sejm confederat, on prevalia la regla de la majoria. Malgrat els esforços de persones com Tadeusz Rejtan, Samuel Korsak, i Stanisław Bohuszewicz d'impedir-ho, el document va tirar endavant amb l'ajuda de Poniński, Radziwiłł, i els bisbes Andrzej Młodziejowski, Ignacy Jakub Massalski, i Antoni Kazimierz Ostrowski (primat de Polònia), que ocupaven als càrrecs al Senat de Polònia. El Sejm va triar un comitè de trenta per ocupar-se dels diversos assumptes presentats. El 18 de setembre de 1773, la comissió va signar oficialment el tractat de cessió, i la renúncia a totes les reclamacions de la Mancomunitat quant als territoris perduts.